# Urophora xanthippe
Urophora xanthippe
 es una especie de insecto del género Urophora de la familia Tephritidae del orden Diptera. 
Munro la describió científicamente por primera vez en el año 1934.